# جيم يغيت أوزوموغلو
جيم يغيت أوزوموغلو (بالتركية: Cem Yiğit Üzümoğlu)‏ ولد في 1 مارس 1994 هو ممثل تركي.

## حياته المبكرة
ولد أوزوموغلو في 1 مارس 1994 في إسطنبول. تخرج من المعهد الموسيقي الحكومي في جامعة هاسيتيب بأنقرة، قسم التمثيل.

## حياة مهنية

### سلسلة الويب
في عام 2020، قام أوزوموغلو بتصوير محمد الفاتح في المسلسلات الوثائقية الأصلية لـ نتفليكس بزوغ الإمبراطورية: العثمانيون.

### مسرح
وسبق له أن ظهر في مسرحيات مختلفة. في أبريل 2017، في حفل توزيع جوائز مسرح يابي كريدي عفيف الحادي والعشرين، حصل على لقب "فنان الجيل الشاب الأكثر نجاحًا لهذا العام". وفي عام 2018، ظهر على المسرح مرة أخرى بمسرحيتي ترواس وكالب. في عام 2019، انضم إلى فريق عمل مسرحية "إفلات" للمخرج إبراهيم جيجيك. ظهر لاحقًا في دور الأمير هاملت في نسخة مقتبسة من هاملت المنشورة على موقع Digital Sahne.

## أعماله
| سلسلة الويب    | سلسلة الويب                   | سلسلة الويب | سلسلة الويب |
| سنة            | عنوان                         | دور         | ملحوظات     |
| -------------- | ----------------------------- | ----------- | ----------- |
| 2018           | المحافظ                       | أمير        | ضيف         |
| 2020-2022      | بزوغ الإمبراطورية: العثمانيون | محمد الفاتح | دور قيادي   |
| مسلسل تلفزيونى |                               |             |             |
| سنة            | عنوان                         | دور         | ملحوظات     |
| 2017           | عدي افسان                     | هاكان شاهين | دور قيادي   |

| فيلم | فيلم      | فيلم      | فيلم      |
| سنة  | عنوان     | دور       | ملحوظات   |
| ---- | --------- | --------- | --------- |
| 2021 | قريب      |           | دور قيادي |
| 2024 | موسم الحب | علي يامان | دور قيادي |